# Рольяно (Франция)
Рольяно (фр. Rogliano, корс. Ruglianu) — коммуна во Франции, находится в регионе Корсика. Департамент коммуны — Верхняя Корсика. Входит в кантон Кап-Корс. Округ коммуны — Бастия.
Код INSEE коммуны — 2B261.

## Население
Население коммуны на 2008 год составляло 550 человек.
| 1962 | 1968 | 1975 | 1982 | 1990 | 1999 | 2008 |
| ---- | ---- | ---- | ---- | ---- | ---- | ---- |
| 518  | 535  | 495  | 508  | 480  | 458  | 550  |

## Экономика
В 2007 году среди 345 человек в трудоспособном возрасте (15—64 лет) 213 были экономически активными, 132 — неактивными (показатель активности — 61,7 %, в 1999 году было 54,7 %). Из 213 активных работали 180 человек (103 мужчины и 77 женщин), безработных было 33 (11 мужчин и 22 женщины). Среди 132 неактивных 25 человек были учениками или студентами, 52 — пенсионерами, 55 были неактивными по другим причинам.

## Фотогалерея

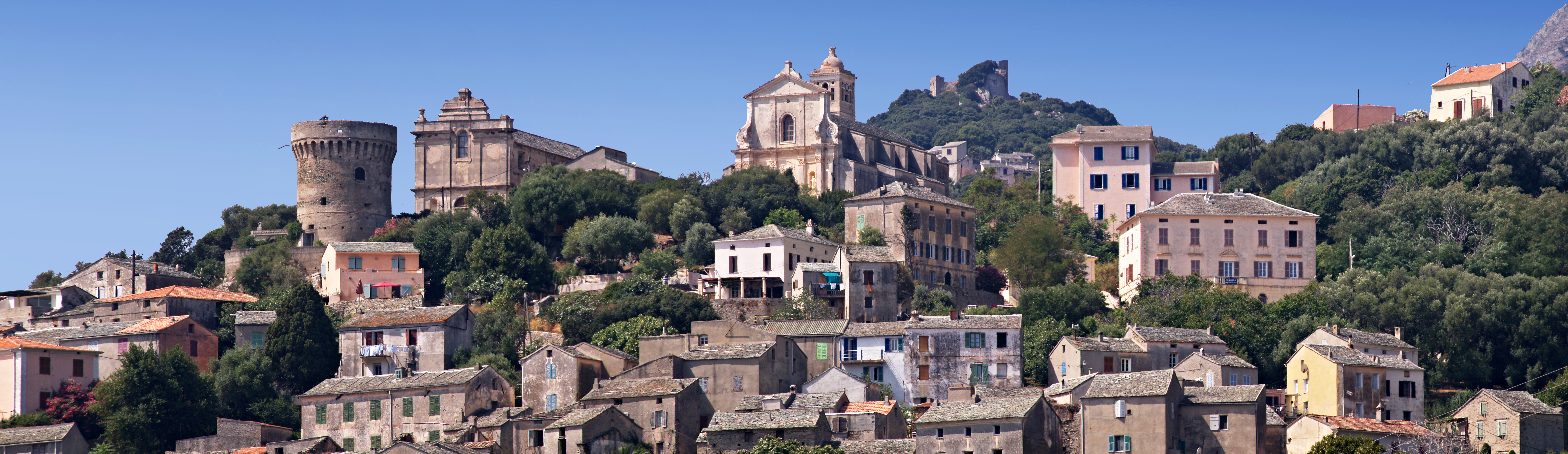
Рольяно
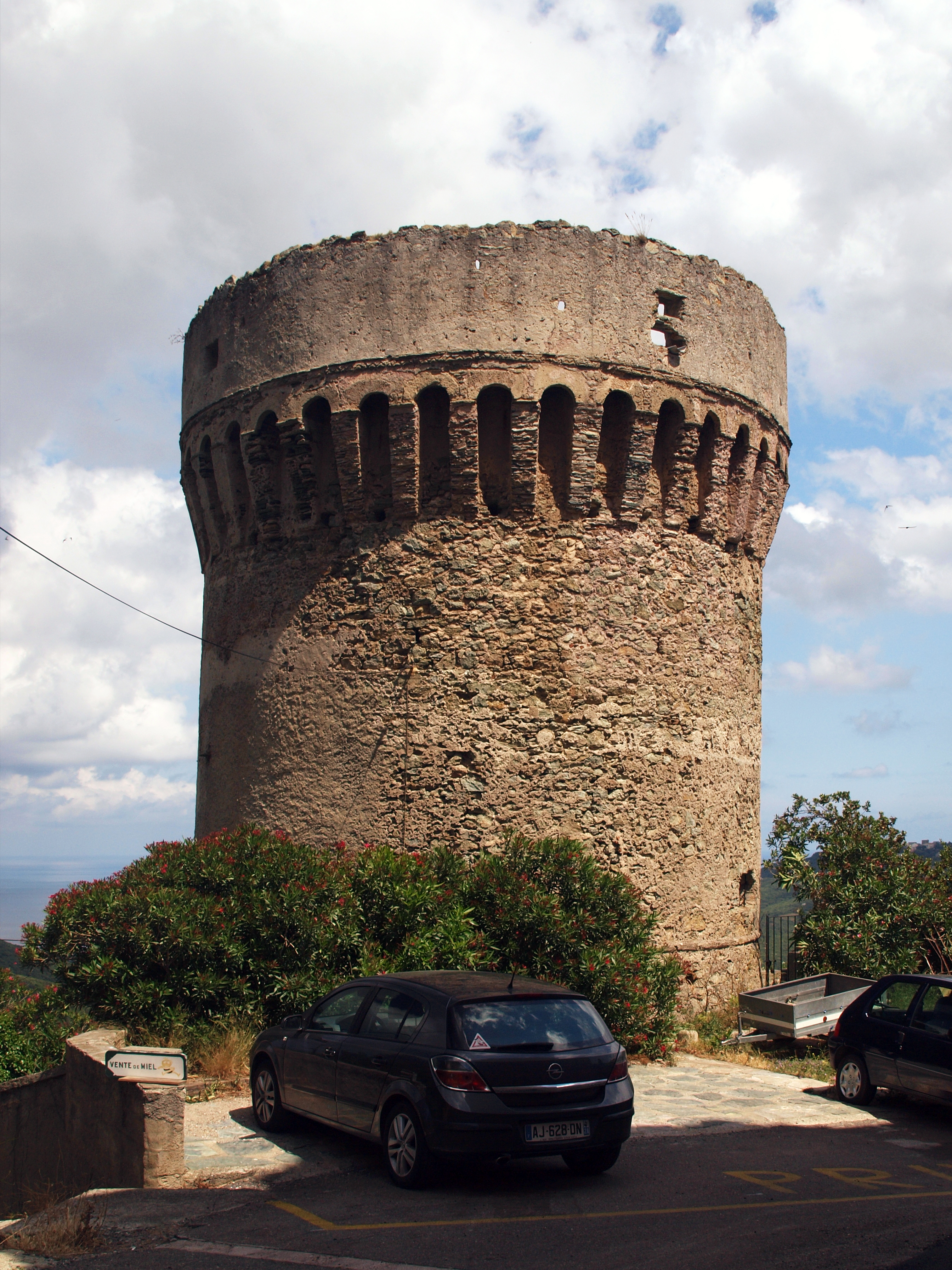
Башня Франчески
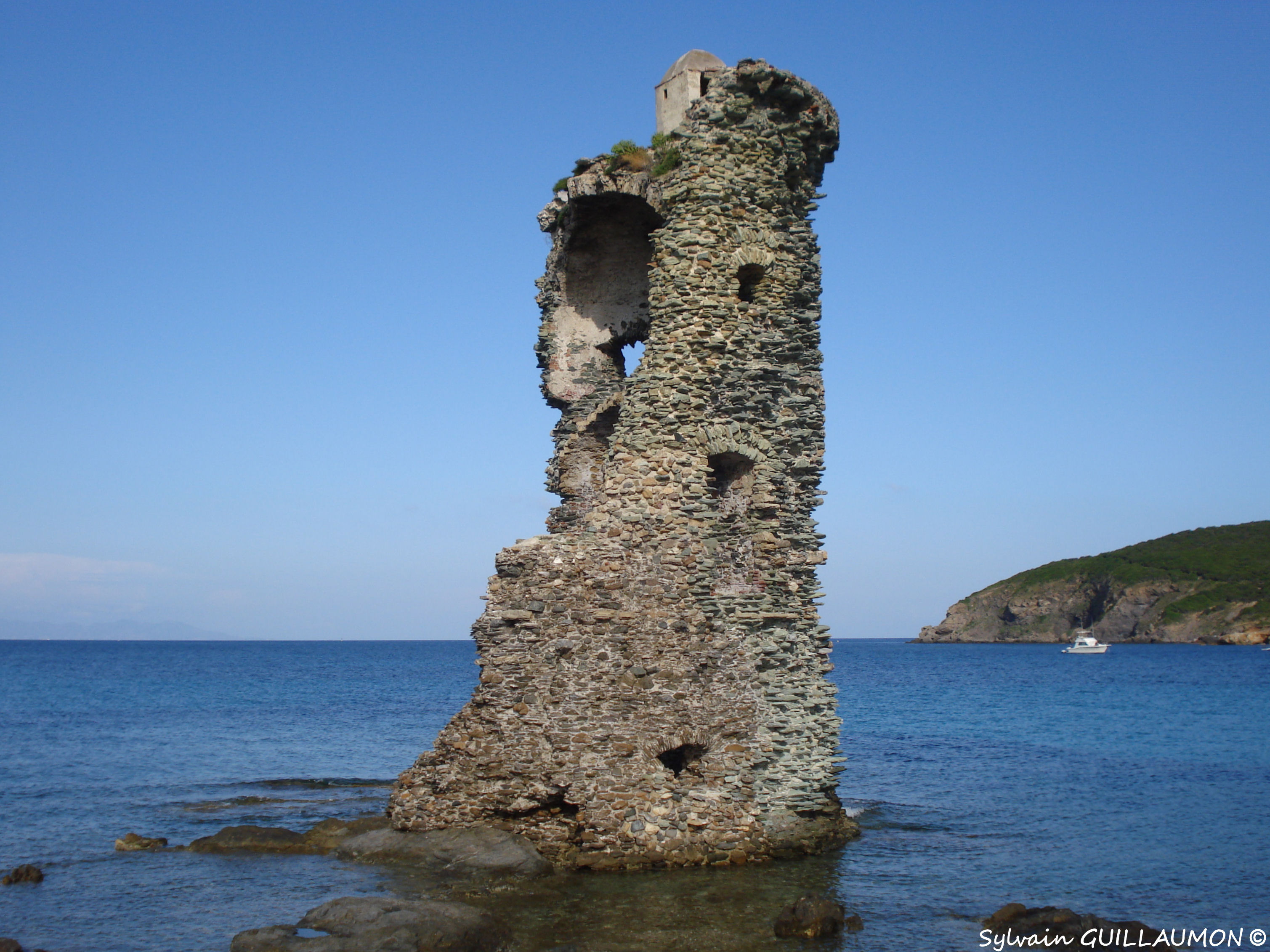
Башня Санта-Мария, разрушенная в 1793 году (исторический памятник)
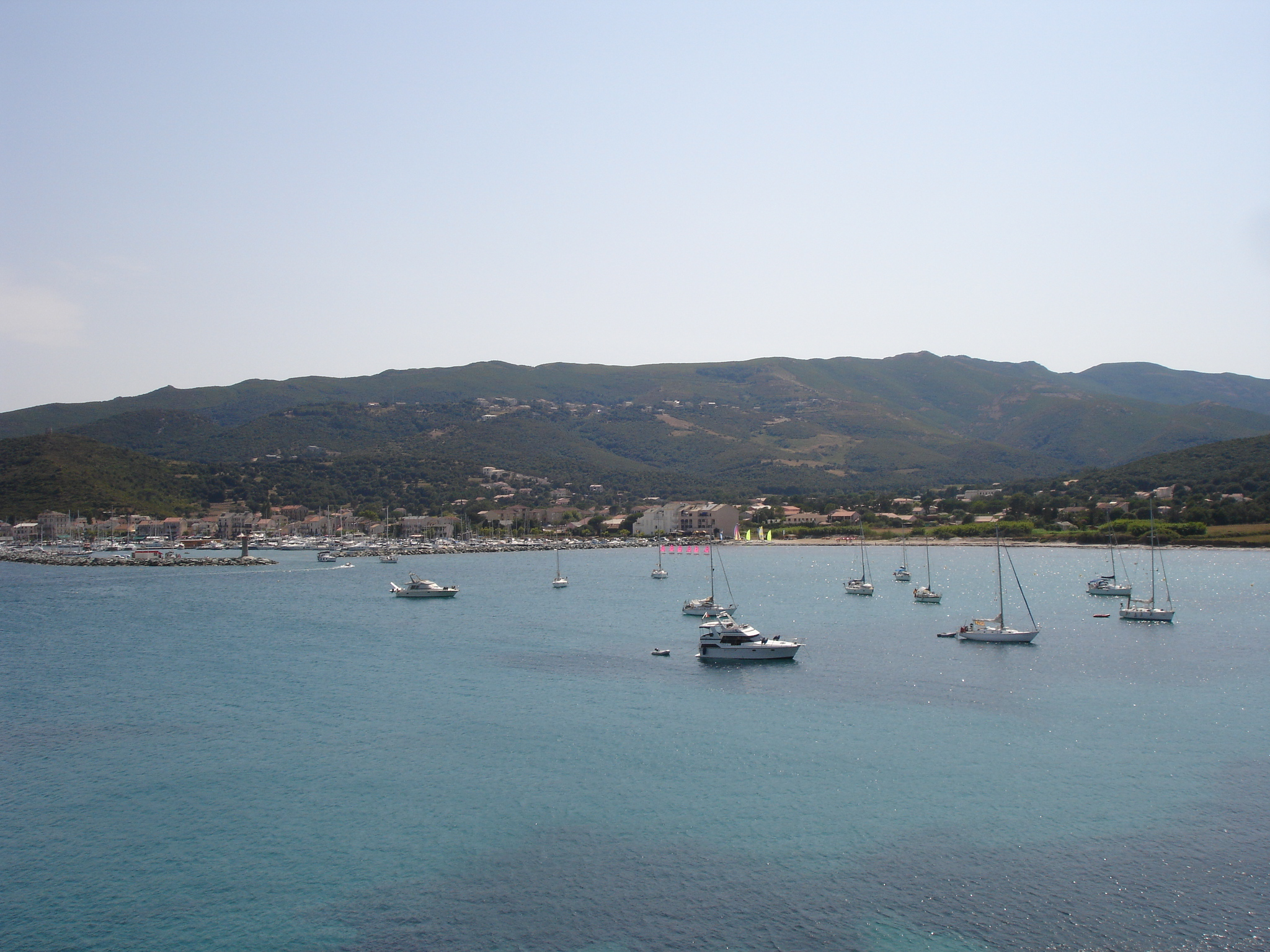
Вид с Macinaggio Bay